# Harper Lee
Nelle Harper Lee, (Monroeville, Alabama, 28. travnja 1926. — Monroeville, 19. veljače 2016.), američka književnica. Autorica glasovitog romana Ubiti pticu rugalicu (1960.), koji se smatra modernim klasikom i bitnim utjecajem na pokret za građanska prava američkih crnaca tijekom 1960-ih.

## Život i djelo
Rođena 1926., Harper Lee je odrasla u južnjačkom gradu Monroevilleu, gdje se sprijateljila s budućim slavnim piscem Trumanom Capoteom. Pohađala je sveučilište Huntingdon u Montgomeryu (1944. – 1945.), te potom studirala pravo na Sveučilištu Alabama (1945. – 1949.). Tijekom studija piše za časopise Huntress i Rammer Jammer koji izlaze na kampusu. Na oba sveučilišta piše kratke priče i druga djela o rasnoj nepravdi, temi koja se tada rijetko spominjala na kampusu.
U New York seli 1950. i radi kao trgovkinja za rezervacije britanske zrakoplovne tvrtke. Tu počinje pisati kolekciju eseja i kratkih priča o ljudima u Monroevilleu. Godine 1957. pokazuje svoja djela književnom agentu kojeg joj je preporučio Capote. Urednik u nakladničkoj kući J. B. Lippincott joj savjetuje da da otkaz u zrakoplovnoj tvrtki da se usredotoči na pisanje. Zahvaljujući donacijama prijatelja, među kojima su bili i Michael i Joy Brown i Alice Lee Finch, mogla je neometano pisati godinu dana.
Na romanu Ubiti pticu rugalicu, pisanom u stilu tzv. južnjačke gotike, radila je dvije i pol godine te je objavljen 1960. Za njega je 1961. nagrađena Pulitzerovom nagradom za književno djelo, a proglasili su ga i za najbolji roman stoljeća u Library Journal. Radnja se događa u izmišljenom gradiću Maycomb u Alabami u doba rasnih nesnošljivosti 1930-ih, nekoliko godina nakon Velike gospodarske krize. Priča je ispričana iz vizure djevojčice čiji samohrani otac, pravični odvjetnik Atticus Finch, zastupa crnca Toma Robinsona što je nepravedno optužen za silovanje bjelkinje. Istoimeni film redatelja Roberta Mulligana je prema toj knjizi snimljen 1962. i također je postigao uspjeh. Lee se 1964. povukla od medijske i javne pozornosti koja ju je okruživala zbog romana.
Knjiga je imala velik utjecaj na društvo. Smatra se da je pomogla uspjehu pokreta za građanska prava američkih crnaca tijekom 1960-ih. Različiti autori ističu da je pomogla američkom Jugu u suočavanju s rasnim tenzijama i predrasudama, i pomogla "Južnjacima razumjeti rasizam s kojim su odgojeni, i otkriti novi način". Neki uspoređuju njen utjecaj s utjecajem romana Čiča Tomina koliba uoči Američkog građanskog rata i ukidanja ropstva. Američki predsjednik George W. Bush ju je 2007. odlikovao Odličjem slobode, rekavši uz ostalo: "Ubiti pticu rugalicu je utjecao na karakter naše zemlje nabolje".
Lee je 14. srpnja 2015. objavila drugi roman "Idi, postavi stražara" (Go Set a Watchman), 55 godina nakon svog prvijenca. Premda najavljivan kao nastavak prvog romana, zapravo se radi o ranijoj inačici. Autorica je i nekoliko eseja, među kojima se ističe onaj o povijesti Alabame (Romance and High Adventure, 1983).